# Whitehorse-Ouest
Pour les articles homonymes, voir Whitehorse et West.
Circonscription électorale territoriale du Canada
Whitehorse Ouest est une circonscription électorale territoriale du Yukon au (Canada). Le premier siège a été gagné par le Nouveau Parti démocratique du Yukon lors de l'élection yukonnaise du 20 novembre 1978

## Liste des députés
|  | 1978 - 1982     | Tony Penikett    | Néo-Démocrate  |
|  | 1982 - 1985     | Tony Penikett    | Néo-Démocrate  |
|  | 1985 - 1989     | Tony Penikett    | Néo-Démocrate  |
|  | 1989 - 1992     | Tony Penikett    | Néo-Démocrate  |
|  | 1992 - 1995     | Tony Penikett    | Néo-Démocrate  |
|  | 1996 - 2000     | David Sloan      | Néo-Démocrate  |
|  | 2000 - 2002     | Dennis Schneider | Libéraux       |
|  | 2002 - 2006     | Elaine Taylor    | Parti du Yukon |
|  | 2006 - 2011     | Elaine Taylor    | Parti du Yukon |
|  | 2011 - 2016     | Elaine Taylor    | Parti du Yukon |
|  | 2016 - 2021     | Richard Mostyn   | Libéraux       |
|  | 2021 - en cours | Richard Mostyn   | Libéraux       |

Légende : Le nom en gras signifie que la personne a été chef d'un parti politique.

## Résultats électoraux
| Élection générale yukonnaise de 2011 | Élection générale yukonnaise de 2011 | Élection générale yukonnaise de 2011 | Élection générale yukonnaise de 2011 |
| Candidat                             | Candidat                             | Parti                                | # de voix                            |
| ------------------------------------ | ------------------------------------ | ------------------------------------ | ------------------------------------ |
|                                      | Elaine Taylor                        | Parti du Yukon                       | 422                                  |
|                                      | Cully Robinson                       | Libéral                              | 209                                  |
|                                      | Louis Gagnon                         | NPD                                  | 94                                   |
| Total                                | Total                                | Total                                | 725                                  |